# Fraueneishockey-Bundesliga 2012/13
Die Saison 2012/13 war die 25. Austragung der Fraueneishockey-Bundesliga in Deutschland. Die Ligadurchführung erfolgte durch den Deutschen Eishockey-Bund. Die Spielzeit begann mit ihrem ersten Spieltag am 24. September 2012 und endete am 10. März 2013.

## Modus
Wie in der Vorsaison spielen die Bundesliga-Vereine zunächst eine Doppelrunde aus. Der Sieger der Doppelrunde wird der Deutsche Meister. Die bisherige Drei-Punkteregelung wird beibehalten, so dass bei einem Sieg in der regulären Spielzeit der Sieger drei Punkte, der Verlierer gar keinen Punkt erhält. Bei einem Unentschieden nach der regulären Spielzeit erhalten beide Mannschaften jeweils einen Punkt. Der Sieger des anschließenden Penaltyschießens erhält einen Zusatzpunkt.
Einem Antrag des OSC Berlin, am Ende der Hauptrunde statt des Pokalturniers ein Play-off-Turnier um die Meisterschaft auszutragen, wurde abgelehnt.
Aufgrund der geringen Teilnehmerzahl von 6 Mannschaften in der Vorsaison gab es keinen Absteiger aus der Bundesliga. Im Gegensatz dazu stieg die Frauenmannschaft des ERC Ingolstadt in die Bundesliga auf, so dass diese mit sieben Teilnehmern startet.

## Teilnehmende Mannschaften
- ESC Planegg/Würmtal (Meister)
- EC Bergkamen
- OSC Berlin
- ESG Esslingen
- ECDC Memmingen
- SC Garmisch-Partenkirchen
- ERC Ingolstadt (Aufsteiger)

## Kreuztabelle
| Hinrunde | Hinrunde | Hinrunde | Hinrunde              | Hinrunde | Hinrunde | Hinrunde |             | Rückrunde | Rückrunde | Rückrunde | Rückrunde             | Rückrunde | Rückrunde | Rückrunde |
| -------- | -------- | -------- | --------------------- | -------- | -------- | -------- | ----------- | --------- | --------- | --------- | --------------------- | --------- | --------- | --------- |
| ESC      |          |          | Datei:OSC Berlin Logo |          |          |          | Verein      | ESC       |           |           | Datei:OSC Berlin Logo |           |           |           |
|          | 3:1      | 6:0      | 12:5                  | 8:2      | 11:0     | 10:0     | ESC Planegg |           | 3:0       | 5:2       | 5:3                   | 16:2      | 13:0      | 10:0      |
| 2:3P     |          | 4:1      | 8:2                   | 4:2      | 9:1      | 9:1      | Memmingen   | 4:3       |           | 2:1       | 4:2                   | 4:3       | 7:1       | 3:0       |
| 2:6      | 0:1P     |          | 4:1                   | 4:2      | 5:0      | 1:2      | Bergkamen   | 2:5       | 0:5       |           | 5:4                   | 4:3       | 8:0       | 9:3       |
| 3:5      | 3:1      | 2:0      |                       | 3:2      | 3:2P     | 7:3      | OSC Berlin  | 5:8       | 2:5       | 6:5P      |                       | 4:5P      | 6:1       | 7:2       |
| 1:11     | 1:4      | 2:1      | 1:4                   |          | 3:2P     | 0:2      | Garmisch    | 5:6P      | 3:4       | 3:2       | 2:5                   |           | 9:1       | 6:2       |
| 0:12     | 1:4      | 1:5      | 0:5                   | 4:6      |          | 1:3      | Esslingen   | 0:13      | 1:3       | 1:3       | 2:4                   | 2:4       |           | 3:0       |
| 1:7      | 0:3      | 1:2P     | 3:6                   | 3:4P     | 7:2      |          | Ingolstadt  | 1:6       | 3:9       | 0:2       | 2:3                   | 3:4P      | 5:2       |           |

Endstand 10. März 2013, Quelle: Pointstreak.com

## Endstand
| Platz        | Mannschaft                | Spiele | S3 | S2 | N1 | N0 | T   | GT  | Diff. | Punkte |
| ------------ | ------------------------- | ------ | -- | -- | -- | -- | --- | --- | ----- | ------ |
| Gold Medal   | ESC Planegg/Würmtal       | 24     | 21 | 2  | 0  | 1  | 187 | 41  | +146  | 67     |
| Silver Medal | ECDC Memmingen            | 24     | 19 | 1  | 1  | 3  | 100 | 40  | +60   | 60     |
| Bronze Medal | OSC Berlin                | 24     | 12 | 2  | 1  | 9  | 95  | 87  | +12   | 41     |
| 4.           | EC Bergkamener Bären      | 24     | 10 | 1  | 2  | 11 | 68  | 65  | +3    | 34     |
| 5.           | SC Garmisch-Partenkirchen | 24     | 6  | 4  | 1  | 13 | 75  | 103 | −28   | 27     |
| 6.           | ERC Ingolstadt            | 24     | 5  | 0  | 3  | 16 | 47  | 116 | −69   | 18     |
| 7.           | ESG Esslingen             | 24     | 1  | 0  | 2  | 21 | 28  | 148 | −128  | 5      |

## Meisterkader des ESC Planegg
| Deutscher Meister ESC Planegg | Tor: Nadja Gruber, Lena Schuster Abwehr: Jessica Hammerl, Manuela Hebel, Ronja Richter, Yvonne Rothemund, Jennifer Schuster, Ines Strohmair, Ann-Kathrin Voog Angriff: Maritta Becker, Monika Bittner, Bettina Evers, Sandra Hany, Bernadette Karpf, Sophie Kratzer, Tamara Lan Yee Chiu, Andrea Lanzl, Kathrin Lehmann, Monika Pink, Kerstin Spielberger, Danielle Ward, Julia Zorn Trainer: Michael Lehmann |